# Nagrada Generalskog Stola (automobilizam)
Nagrada Generalskog Stola, hrvatsko automobilističko natjecanje. Održava se godišnje. Prvo natjecanje održano je 2014. godine. Staza je blizu Generalskog Stola, u obližnjem naselju Kejići, u slikovitom kraju pored Mrežnice. Staza je zahtjevna, kombinacija uspona, prijevoja, oštrih zavoja i brzih ravnih dionica. Organizator je AK INA Delta iz Zagreba, AK Delta Team i općina Generalski Stol.